# Monument aux Belges (Waterloo)
Le Monument aux Belges est un monument commémoratif situé sur le site du champ de bataille de Waterloo qui perpétue la mémoire des Belges morts lors de la bataille et ayant appartenu aux deux camps.
Il ne doit pas être confondu avec le Monument aux Belges situé aux Quatre-Bras de Baisy-Thy à Genappe.

## Localisation
Le Monument aux Belges se situe au sud la commune belge de Waterloo, dans la province du Brabant wallon.
Il se dresse à environ 450 m à l'est de la Butte du Lion et à 200 m au nord de la ferme de la Haie Sainte, au nord-est du carrefour de la chaussée de Charleroi et de la route du Lion.
Au sud-ouest du carrefour se dresse le Monument Gordon et, face à ce dernier, le monument aux Hanovriens.

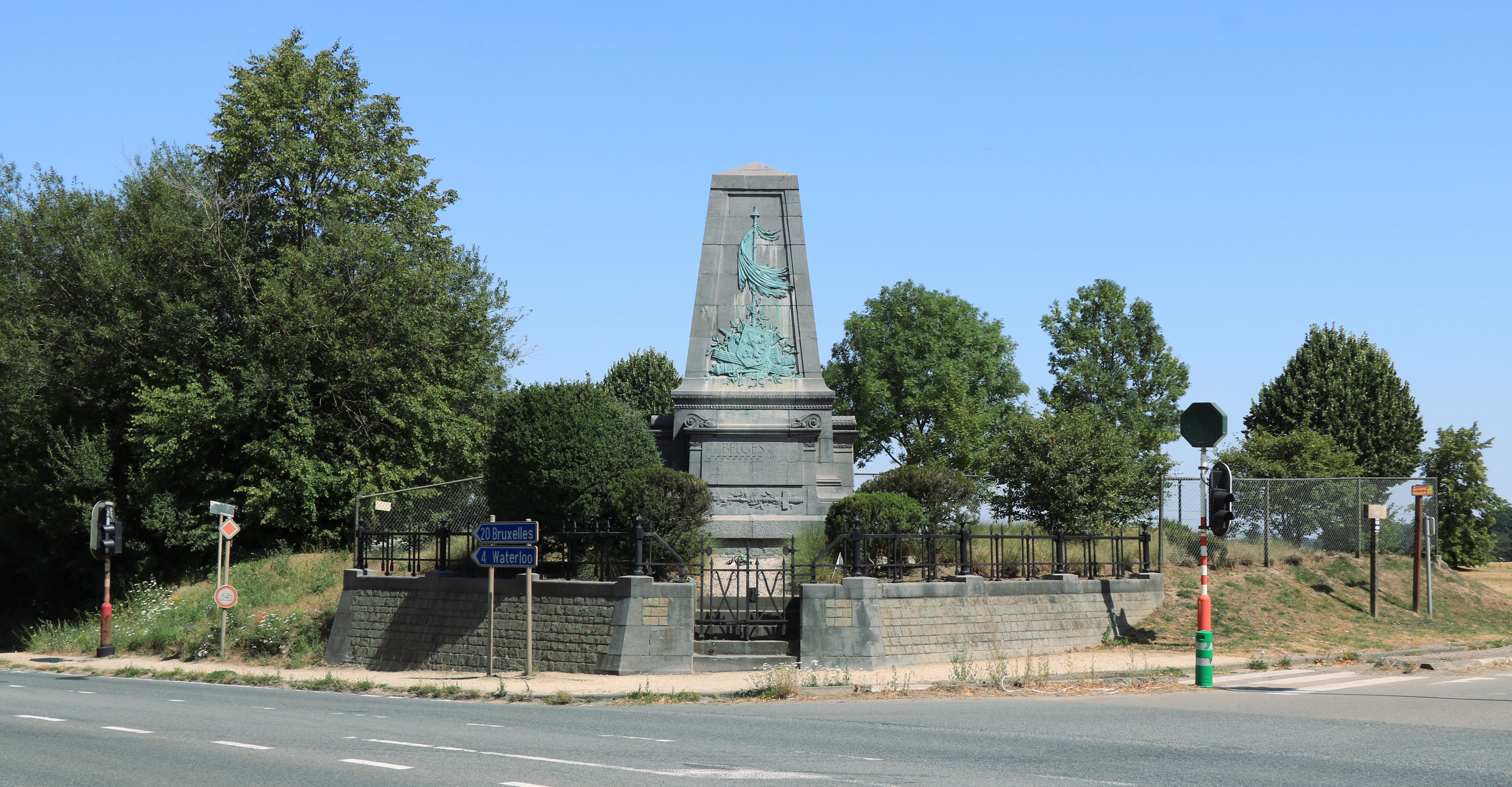
Vue générale du site.

## Historique
Le monument a été édifié en 1914 à la mémoire des Belges morts lors de la bataille et ayant appartenu aux deux camps.

## Description
Le monument est une stèle commémorative de style éclectique en pierre bleue et en bronze d'environ 4 m de haut.
Il est constitué d'un piédestal en pierre bleue surmonté d'une pyramide tronquée.
Sur le piédestal, est gravé un glaive enlacé de feuilles de laurier surmonté d'une plaque affichant un hommage aux Belges morts sur le champ de bataille :

« Aux Belges 

Morts le XVIII Juin MDCCCXV 

En Combattant Pour la 

Défense du Drapeau 

Et l'Honneur des Armes »

Rappelons qu'il ne s'agit aucunement de la défense du drapeau belge, l'état belge n'étant né qu'en 1830. Il s'agit ici d'une formulation neutre permettant de rendre hommage aux Belges tombés dans les deux camps, français et allié.
Cette plaque porte un entablement sommé à ses extrémités de volutes agrémentées de feuilles d'acanthe.
La pyramide tronquée, ornée à sa base d'une frise de perles et d'une frise d'oves, porte un bas-relief en bronze représentant un étendard enlacé de feuilles de chêne, au pied duquel est posé le blason de la Belgique derrière lequel gisent un canon, un tambour, des épées et des lances liées en un faisceau.

Ornements
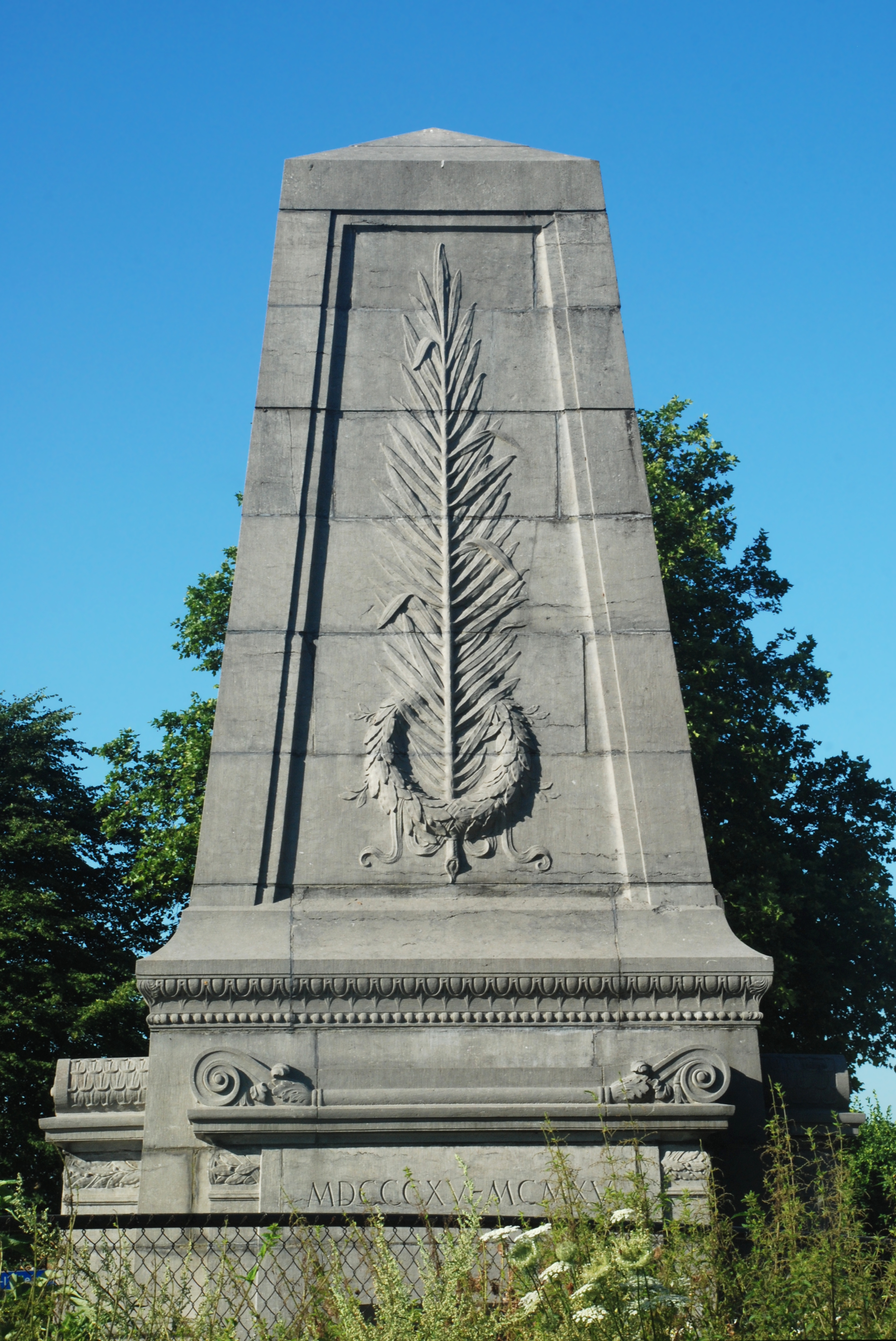
Palme.
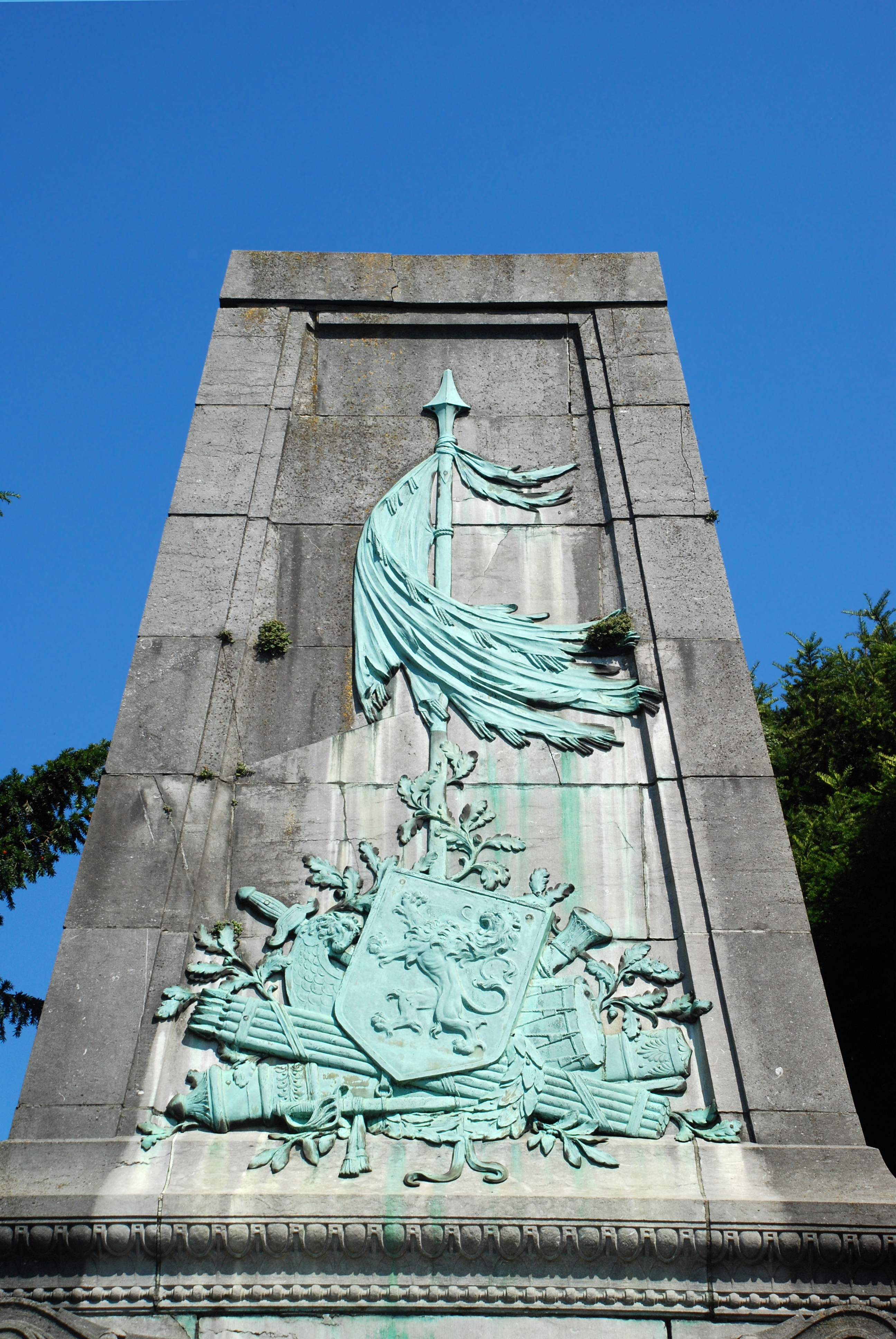
Le bas-relief en bronze.
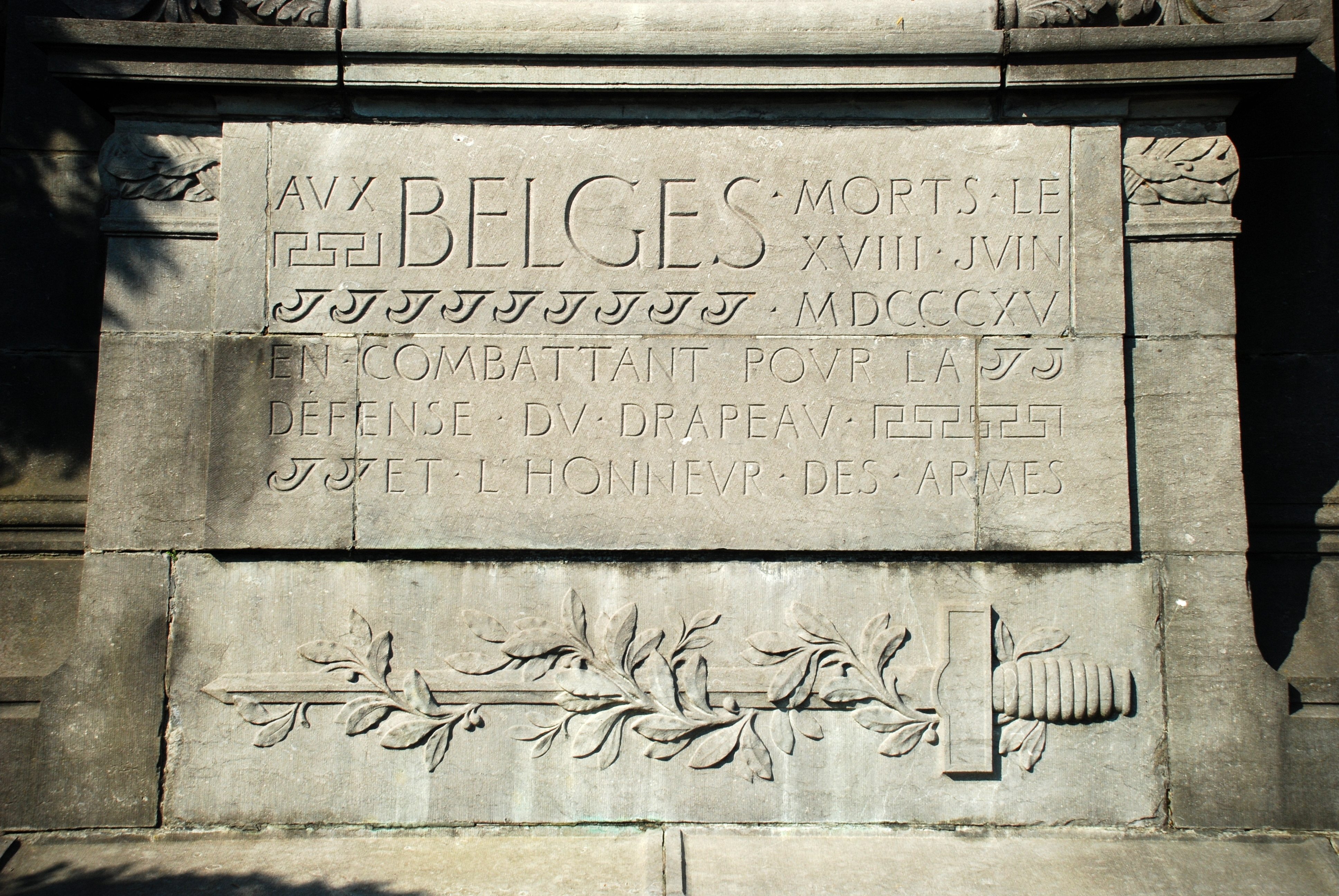
L'hommage aux Belges morts sur le champ de bataille.